# Häuschen (Schalksmühle)
Häuschen ist ein Ortsteil der Gemeinde Schalksmühle im Märkischen Kreis im Regierungsbezirk Arnsberg in Nordrhein-Westfalen (Deutschland).

## Lage und Beschreibung
Der Wohnplatz befindet sich an der Landesstraße 561 am südöstlichen Ortseingang von Heedfeld an der Stadtgrenze zu Lüdenscheid. Der Ort wird aufgrund seiner Nähe zu dem Rand der Heedfelder Bebauung auch oft diesem Ortsteil zugeordnet und nicht mehr eigenständig wahrgenommen.
Weitere Nachbarorte auf dem Schalksmühler Gemeindegebiet sind Heedfeld, Eichholz, Kuhlenkeppig, Worth, Wersbecke, Schnarüm, Gelstern, Amphop, Altenhülscheid, Dornbusch und Hülscheid, sowie Eggenscheid, Römerweg, Hülscheiderbaum und Dönne auf Lüdenscheider Stadtgebiet.
Der 18-Loch-Golfplatzes des Golfclubs Gelstern grenzt an den Ort.

## Geschichte
Häuschen entstand erst im 19. Jahrhundert, gehörte der Midder Bauerschaft des Kirchspiels Hülscheid an und war um 1840 Teil der Gemeinde Hülscheid in der Bürgermeisterei Halver im Kreis Altena. Der laut der Ortschafts- und Entfernungs-Tabelle des Regierungs-Bezirks Arnsberg als Kotten kategorisierte Ort besaß 1839 ein Wohnhaus. Zu dieser Zeit lebten sieben Einwohner im Ort, allesamt evangelischen Bekenntnisses.
1844 wurde die Gemeinde Hülscheid mit Häuschen von dem Amt Halver abgespaltet und dem neu gegründeten Amt Lüdenscheid zugewiesen.
Der Ort ist auf der Preußischen Uraufnahme von 1840 unter dem Namen Brock verzeichnet. Ab der Preußischen Neuaufnahme von 1892 ist der Ort auf Messtischblättern der TK25 als Häuschen verzeichnet.
Die Gemeinde- und Gutbezirksstatistik der Provinz Westfalen führt 1871 den Ort als Kotten unter dem Namen Häuschen mit einem Wohnhaus und sieben Einwohnern auf. Das Gemeindelexikon für die Provinz Westfalen gibt 1885 für Häuschen eine Zahl von zehn Einwohnern an, die in zwei Wohnhäusern lebten. 1895 besitzt der Ort zwei Wohnhäuser mit 15 Einwohnern.
1969 wurden die Gemeinden Hülscheid und Schalksmühle zur amtsfreien Großgemeinde (Einheitsgemeinde) Schalksmühle im Kreis Altena zusammengeschlossen und Häuschen gehört seitdem politisch zu Schalksmühle, das 1975 auf Grund des Sauerland/Paderborn-Gesetzes Teil des neu geschaffenen Märkischen Kreises wurde.
Ab 1985 wurde der Golfplatz im Umfeld des Ortes angelegt, der sukzessive bis 1997 zu einer 18-Loch Anlage erweitert wurde.